# Pipturus ledermannii
Pipturus ledermannii är en nässelväxtart som beskrevs av H Winkler. Pipturus ledermannii ingår i släktet Pipturus och familjen nässelväxter. Inga underarter finns listade i Catalogue of Life.